# Државно име
Државно име је по дефиницији државно-правни идентитет државе. Овај правни идентитет је основни правни атрибут субјективитета којим се држава представља као правно лице у међународном праву и у домаћим правним пословима и  односима. Државно-правни идентитет односно државно име је основни елемент међународноправног и унутрашење правног (уставног) субјективитета државе. Са овим правним идентитетом, држава правно функционише као међународно правно лице, са својим међународним правима и обавезама, и слично као и друга правна лица у унутрашњем правном поретку и промету држава се појављује као одговорно правно лице пред домаћим судовима или у правним поступцима који подрзумевају постојање правног субјектвитета државе. По правилу, „државно-правни идентитет“ (односно  државно име)је исто и у међународном правном представљању и у домаћем правном представљању. Поседовање и потпуно независан избор државно-правног идентитета део је права на самоопределење народа и основно суверено право, и сагласно члану 2. Повеље Уједињених нација мешање у овакве предмете који су у "строгој унутрашњој надлежности" државе није допустиво.
Изворно само народ бира свој народни или национални идентитет (по дефиницији и презумцији без мешања са стране), а затим (или истовремено) народно или национално име (национални идентитет) постаје државно име, на које се примењује начело самоопредељење народа, према принципу народног суверенитета. Овај принцип народног суверенитета повезује изворну народну вољу са суверенитетом односно сувереним правним идентитетом, као основним државним правом.